# Harald Solberg
Harald Oskar Solberg (29. septembar 1869 — 19. jun 1935) bio je norveški slikar neoromantizma.

## Biografija
Pohađao je Kraljevsku školu za umetnost i dizajn u Kristijaniji (danas Oslo). Kasnije je učio od grafičkog umetnika Johana Nordhagena, ali i išao u školu Kristijana Zartmana i bio đak Erika Verenskiolda, Eilif Petersena i Hariet Baker.
Ostao je poznat po svojim prikazima Rondanskih planina kao i grada Roros. Njegovo najpoznatije delo je Zimska noć u Rondanu, koje se nalazi u Nacionalnoj galeriji.

## Kulturne reference
Njegova slika Ribareva koliba je korišćena za naslovnicu knjige škotskog pisca Džona Burnsajda A Summer of Drowning. Solberg se dosta pominje i u samom romanu, a jedno poglavlje knjige je čak i nazvano Ribareva kuća po njegovoj slici.
Još jedna njegova slika, Cvetna poljana Severa, korišćena je kao naslovnica knjige Jutarnje pesme Roberta Blaja.

## Izabrana dela
- Natteglød (1893) Nasjonalgalleriet, Oslo.
- Sommernatt (1899) Nasjonalgalleriet, Oslo.
- Vinternatt i fjelene (1901) Hilmar Rekstens Samlinger, Bergen
- Fra Røros (1902) Nasjonalgalleriet, Oslo.
- Natt (1904) Trondheim Kunstmuseum, Trondheim
- En blomstereng nordpå (1906) Nasjonalgalleriet, Oslo.
- Eken (1908) Drammen Kunstmuseum
- Vinternatt i Rondane (1911–14) Nasjonalgalleriet, Oslo.

## Galerija
- Fisherman's cottage, 1907
- Summer Night, 1899
- Flower Meadow in the North, 1905
- Vinternatt i Fellene III (Winter's Night in the Mountains III)
- Storgaten Røros (Røros main street) from 1903
- Natt (Night) from 1904
- Sara vokter hjorden (Sara guarding the flock) c. 1910
- Oslo fra Akershus (Oslo from Akershus) c. 1900

## Drugi izvori
- Bjerke, Øivind Storm Harald Sohlberg: Ensomhetens maler (Gyldendal norsk forlag). 1991.  978-82-05-20212-2.
- Bjerke, Øivind Storm Edvard Munch and Harald Sohlberg: Landscapes of the Mind (National Academy of Design). 1996.  978-1-887149-01-3.
- Lange, Marit Ingeborg, Peter Norgaard Larsen Nordiske Stemninger: Harald Sohlberg. L.A. Ring (Stiftelsen). 2003.  978-82-90734-32-4.

## Spoljašnje veze
- Harald Oskar Sohlberg (paintingstar.com)
- Harald Sohlberg (fineart.no)
- Harald Oskar Sohlberg (escapeintolife.com)
- Winter Night in Rondane (Images of Norway: Rondane and Harald Sohlberg) Архивирано на веб-сајту  (20. јануар 2015) (exviking.net)